# 怪猫狂騒曲
『怪猫狂騒曲』（かいびょうきょうそうきょく）は、2022年に公開された日本の特撮映画。1950年代に人気を博した「怪猫映画」の再映画化。当時に同シリーズで楽曲を手掛けた作曲家・渡辺宙明が本作品でも音楽を担当していたが、同年6月23日に老衰による心不全で死去したため、事実上の遺作となった。

## キャスト
- 龍造寺又七郎 - 菊沢将憲[6]
- 小夜 - 斉藤麻衣
- お豊の方 - 滝裕可里[7]
- 磯早豊前 - 佐藤昇
- 鍋島光茂 - 伴大介[8]
- ストーリーテラー - つるの剛士[9]

## スタッフ
- 監督・脚本：横川寛人
- 音楽：渡辺宙明、吉原一憲
- 音楽プロデューサー：西耕一
- 撮影監督：佐藤大介
- 美術：浅井拓馬、山田果林
- 化け猫デザイン：米山啓介
- 化け猫造形：黒澤津勝大、綾木友也
- 特殊美術：石井那王貴
- ミニチュア協力：特殊映画研究室
- 楽曲演奏：オーケストラ・トリプティーク
- 楽曲作詞：田野倉健之
- 協力・出演：安田崇、阿部能丸、不思議もみ
- スーツアクター：大橋明
- ブレーン：酒井健作
- コンサルティングプロデューサー：エイブリー・ゲーラ
- 製作：横川寛人、米山冬馬
- 製作プロダクション：3Y film

## 主題歌
「赤い花」
作詞 - 田野倉健之 / 作曲 - 渡辺宙明 / 編曲 - 吉原一憲 / 歌 -  MIQ（映画版）田中由美子（レコード版）